# Mosiona simonyi
Mosiona simonyi är en insektsart som först beskrevs av Melichar 1902.  Mosiona simonyi ingår i släktet Mosiona och familjen Flatidae. Inga underarter finns listade i Catalogue of Life.